# 河内仁志
河内 仁志（かわうち さとし、1984年10月14日 - ）は日本のピアニスト。兵庫県出身。京都市立芸術大学音楽学部卒業。フランスやロシアの作品を得意とする。2006年の第75回日本音楽コンクールピアノ部門の覇者である。2009年第12回モノーポリ国際ピアノコンクール（イタリア）第3位、

## 略歴
- 兵庫県出身。6歳からピアノを始める。兵庫県立西宮高等学校卒業。
- 京都市立芸術大学音楽学部卒業（平成18年）。2008年渡仏。Ecole Normale musique de Parisにて研鑽を積む。
- 1998年第8回兵庫県学生ピアノコンクール県大会D部門（中学生の部）最優秀賞、兵庫県知事賞受賞。
- 2001年、第55回全日本学生音楽コンクール大阪大会ピアノ部門高校の部第1位。全国大会出場。
- 2006年第75回日本音楽コンクールピアノ部門第1位。併せて野村賞、井口賞、河合賞受賞。
- 2009年第12回モノーポリ国際ピアノコンクール（イタリア）第3位、聴衆賞受賞。
- 大阪NHKホールにてN響メンバーと「新進演奏家の出会い“クラシック大好き！”」に出演。他にも東京交響楽団、東京フィルハーモニー交響楽団、セントラル愛知交響楽団、NHK交響楽団、四芸祭オーケストラ、京都市交響楽団、Orchestra Sinfonica della Provincia di Bari、飯森範親、北原幸夫、松尾葉子、増井信貴、佐藤俊太郎、Guiseppe La 　Malfaと共演。
- 2001年からの地域でのコンサート活動に対し、2008年社会福祉法人神戸社会福祉協議会より感謝状を授与される。
- 現在、東京、関西各地（兵庫、大阪、京都）でリサイタルを行う。
- 兵庫県立西宮高等学校音楽科非常勤講師。京都市立芸術大学音楽学部非常勤講師。
- OTOYAエンターテイメント所属。

## 師事
- 坂本恵子、徳末悦子、佐藤俊、田隅靖子、神谷郁代、坂井千春、Jacques Rouvier、Buruno Rigutto、Gerard Wyssに師事。

### テレビ
- 2007年
  - 第75回日本音楽コンクール本選会－若き音楽家たちの肖像－若き音楽家たちの戦いを追った白熱のドキュメント（2007年1月8日、NHK教育）
- 2011年
  - NHKニュース　河内仁志さんインタビュー（2011年1月12日、NHK神戸18:10〜）
- 2017年
  - 大阪クラシック街にあふれる音楽　pf：河内仁志　チェロ：諸岡拓見　バイオリン：（大阪シンフォニーホール）

### ラジオ
- 第75回日本音楽コンクール（2006年、NHK-FM）
- リサイタル・ノヴァ（2011年、NHK-FM）
- 名曲リサイタル　ショパン「舟歌」　ピアノ：河内仁志（2011年2月26日、NHK-FM）

### CD
- 朝の歌　木田雅子
- ドビュッシー＆ラヴェル　4手のためのピアノ作品集:シャルム・アコルデ(河内仁志 金田仁美)ピアノ連弾（2016年4月4日、大阪岸和田むくの木ホール録音）
- 椿姫ファンタジー　蔭山晶子